# Zülowgraben
Der Zülowgraben ist ein Meliorationsgraben und orographisch rechter Zufluss des Zülowkanals auf der Gemarkung der Gemeinden Blankenfelde-Mahlow und Rangsdorf im Landkreis Teltow-Fläming in Brandenburg. Er beginnt auf einem Golfplatz, der sich nördlich des Blankenfelde-Mahlower Ortsteils Dahlewitz befindet. Von dort läuft er zunächst in südlicher Richtung und unterquert die Landstraße 402. Anschließend schwenkt er in südöstliche Richtung in fließt südwestlich des weiteren Ortsteils Groß Kienitz entlang. Südlich des Ortsteils schwenkt er erneut, dieses Mal in südliche Richtung und durchfließt das Naturschutzgebiet Zülowgrabenniederung. Er unterquert die Bundesautobahn 10 und erreicht das Gemeindegebiet von Rangsdorf. Dort verläuft er zunächst entlang der Gemeindegrenze in südwestlicher Richtung, später wieder in südlicher Richtung durch das Naturschutzgebiet. Er durchfließt den Machnower See sowie das gleichnamige Naturschutzgebiet und tritt am südlichen Ufer des Sees wieder aus. Anschließend schwenkt er in südöstliche Richtung und erreicht den Rangsdorfer Ortsteil Groß Machnow. Er unterquert die Bundesstraße 96, fließt in südöstlicher und später in südlicher Richtung auf eine Offenfläche und entwässert schließlich südöstlich von Groß Machnow in den Zülowkanal.